# Inchiri
Inchiri ou Inshiri (Árabe:  إنشيري) é uma região da Mauritânia. Sua capital é a cidade de Akjoujt.

## Departamento

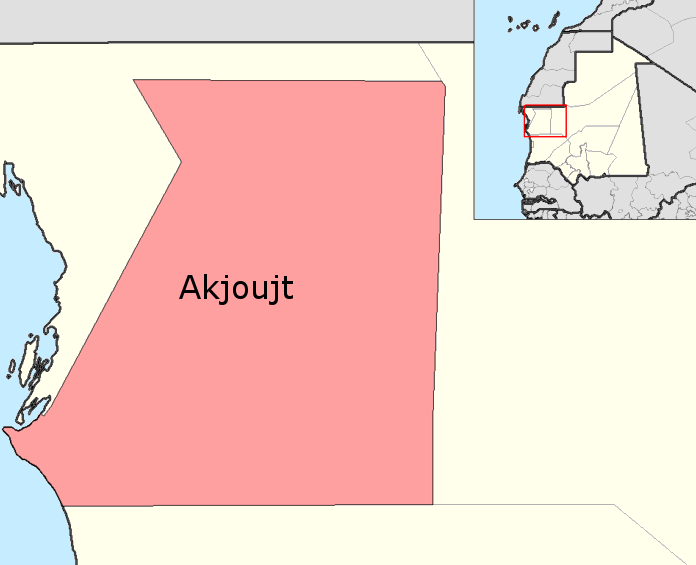
Departamento de Inchiri

Inchiri possui um único departamento:
- Akjoujt

## Demografia
| 2000  | 2011  |
| 11500 | 15609 |